# Хенри Вирц
Хенри Вирц (енгл. Henry Wirz; Цирих, 25. новембар 1823 — Вашингтон, 10. новембар 1865) био је официр војске Конфедерације током Америчког грађанског рата.

## Младост
Рођен је у Цириху, Швајцарска. Емигрирао је у САД 1849, заједно са делом становништва које је побегло након пропале револуције 1848. у немачким државама.
Вирц се оженио удовицом по имену Вулф, а затим са њом и њене две ћерке преселио у Луизијану. Године 1855. супруга је родила њихово прво дете, ћерку Кору. До 1861, Вирц је успешно радио као лекар.

## Грађански рат
Када је 1861. избио Амерички грађански рат, добровољно се пријавио у војску Конфедерације. Био је распоређен у Четврти батаљон Луизијане. Учествује у бици код Севен Пејнса у мају 1862, током које је наводно тешко рањен метком и губи осетљивост у десној руци. Вирц је после служио као затворски стражар у Алабами.
У фебруару 1864. влада Конфедерације је основала камп Самтер, војни затвор у Џорџији (Андерсонвил), који је био одређен за смештај ратних заробљеника Уније. У марту, Вирц преузима команду над кампом Самтер, где је остао дуже од годину дана.
Маја 1865. контингент федералне коњице је ухапсио Вирца, и затим возом пребачен у Вашингтон. Суђено му је за заверу и убиства ратних заробљеника.
Суђење је почело јула 1865. и трајало је два месеца. Пропраћено је великом медијском пажњом и било скоро на свим насловницама новина широм САД. Суд је саслушао сведочења бивших затвореника, војника Конфедерације, па чак становнике Андерсонвила. Током суђења Вирц је негирао било какву умешаност председника Конфедерације Џеферсона Дејвиса у злочине. Коначно, почетком новембра, суд је Вирца прогласио кривим и осуђен је на смрт вешањем.
У писму председнику Ендру Џонсону, Вирц је затражио помиловање, али на писмо му није одговорио. Обешен је 10. новембра 1865. у Вашингтону, на садашњем месту Врховног суда САД. Он је касније сахрањен на гробљу у Маунт Оливету.
Неки историчари попут Моргана Пиплса, прозвали су Вирца жртвеним јарцем, а пресуда се сматра контроверзном и дан данас.